# حدس اصطناعي
الحدس الاصطناعي هو قدرة نظرية للبرامج الاصطناعية على العمل بشكل مشابه للوعي البشري، وتحديداً في قدرة الوعي البشري المعروفة بالحدس.

## مقارنة بين الإنسان والمصطنع نظريًا
الحدس هو وظيفة العقل، التي توصف تجربتها بأنها معرفة قائمة على «حدس»، ناتج (كما تفعل الكلمة نفسها) من «التأمل» أو «البصيرة».
أظهر عالم النفس جان بياجيه أن الأداء البديهي لدى الطفل البشري النامي بشكل طبيعي في مرحلة التفكير الحدسي لمرحلة المرحلة ما قبل المرحلة العملياتية حدث في سن الرابعة إلى السابعة. في مفهوم التزامن عند كارل يونغ، يوصف مفهوم «الذكاء الحدسي» بأنه شيء مثل القدرة التي تتجاوز مستوى الأداء العادي إلى نقطة حيث تُفهم المعلومات بعمق أكبر مما هو متاح في كيانات التفكير العقلاني الأكثر بساطة.
الحدس الاصطناعي هو نظريًا (أو غير ذلك) وظيفة معقدة للحيلة القادرة على تفسير البيانات بعمق وتحديد العوامل الخفية التي تعمل في علم نفس الجشطالت، وهذا الحدس في العقل الاصطناعي، في السياق الموصوف هنا، تكون عملية من أسفل إلى أعلى على مقياس مجهري تحدد شيئًا مثل النموذج الأصلي  (انظر τύπος ).
لإنشاء حدس مصطنع يفترض إمكانية إعادة إنشاء أداء أعلى للعقل البشري، مع قدرات مثل ما يمكن العثور عليه في الذاكرة الدلالية والتعلم. يعتمد نقل عمل النظام البيولوجي إلى الوظيفة التركيبية على نمذجة الأداء من معرفة الإدراك والدماغ، على سبيل المثال كتطبيقات لنماذج الشبكات العصبية الاصطناعية من البحث الذي تم إجراؤه ضمن تخصص علم الأعصاب الحسابي.

## البرامج التطبيقية المساهمة في تطويرها
تم بالفعل العثور على فكرة عملية التوليف التفسير للبيانات في تطبيق برمجي حسابي لغوي تم إنشاؤه للاستخدام في سياق الأمان الداخلي. يدمج البرنامج البيانات المحسوبة بناءً على أهداف تتضمن نموذجًا يوصف بأنه «بديهي ديني» (التأويل )، وظيفي إلى درجة تمثل التقدم في أداء التنقيب عن البيانات المعجمية العامة.

### في الروايات
- غالبًا ما يتجاوز الذكاء الاصطناعي في الروايات الحد إلى الحدس الاصطناعي الواضح، على الرغم من أنه لا يمكن إثبات ما إذا كان قصد منشئ الرواية هو إظهار محاكاة للحدس أو أن الحدس الاصطناعي الحقيقي هو جزء من الذكاء الاصطناعي للقصة، لأن هذا يعتمد على الهيكل الداخلي لبرمجة الذكاء الاصطناعي، والذي لا يظهر عادة في القصص.
- ذا ترمنايتور (جيمس كاميرون، جيل آن هيرد، ويليام ويشر جونيور) - في ذا ترمنايتور، من غير الواضح ما إذا كانت الآلات لديها شكل من أشكال الحدس أو أن جميع عملياتها تمت برمجتها.
- ستار تريك، (كتبه جين رودينبيري) - البيانات هي إنسان يُظهر ذكاءً اصطناعيًا، لكن لا يمكن إثبات أنه يظهر حدسًا اصطناعيًا، نظرًا لعدم الكشف عن برامجه.[27]
- بليد رانر - (بي كيه ديك) (هامبتون فانشر وديفيد بيبولز)[28][29] إذا كان ديكارد وغيره من النسخ المتماثلة في الواقع «نسخ طبق الأصل» من البشر، فلا شك أنهم امتلكوا حدسًا. ومع ذلك، ليس من الواضح نوع الدماغ الذي تمتلكه هذه النسخ المتماثلة، وما إذا كانت مماثلة بنسبة 100٪ للأدمغة البشرية.[30]

## فهرس
رفيق أكسفورد للفلسفة - إي. هونديريتش (مطبعة جامعة أكسفورد، 1995)(ردمك 0198661320)

## روابط خارجية
- صورة / رسم يظهر الخريطة الوصفية 19:49 (بتوقيت جرينتش)
- Academia © 2011 استرجاع 19:38 (GMT) 25.10.2011 (الأشخاص الذين لديهم الحدس الاصطناعي كموضوع بحث)
- نسخة من المحادثة (2) تم استرجاعها في الساعة 19:57 (بالتوقيت العالمي المنسق) 26.10.2011 (مناقشة عقدت داخل موقع شبكة الحدس على شبكة الإنترنت تظهر مناقشة بين جون مكارثي (يُنسب إليه في المقام الأول من بين آخرين تقديم فكرة الذكاء الاصطناعي (ورشة عمل دارتموث) و J. ميشلوف.